# بوبي كروسبي
بوبي كروسبي (بالإنجليزية: Bobby Crosby)‏ هو لاعب كرة قاعدة أمريكي، ولد في 12 يناير 1980 في لاكيووود في الولايات المتحدة.

## وصلات خارجية
- بوبي كروسبي على موقع دوري كرة القاعدة الرئيسي (الإنجليزية)
- بوبي كروسبي على موقعبيزبول رفرنس.كوم (الدوري الرئيسي) (الإنجليزية)
- بوبي كروسبي على موقعبيزبول رفرنس.كوم (الدوري الثانوي) (الإنجليزية)
- بوبي كروسبي على موقع إي إس بي إن.كوم (أم.أل.بي) (الإنجليزية)
- بوبي كروسبي على موقع مشجعي الرسوم البيانية (الإنجليزية)